# Lista monumentelor istorice din județul Mureș - E

Simbol pentru monumentele istorice

Lista monumentelor istorice din județul Mureș - E cuprinde monumentele istorice înscrise în Patrimoniul cultural național al României și aflate în localități ce încep cu litera E din județul Mureș.
Lista completă este menținută și actualizată periodic de către Ministerul Culturii, Cultelor și Patrimoniului Național din România, prin intermediul Institutului Național al Patrimoniului, ultima versiune datând din 2015. Această listă cuprinde și actualizările ulterioare, realizate prin ordin al ministrului culturii.
| Cod LMI                          | Denumire                                      | Localitate                  | Localizare | Datare, Creatori              | Imagine               | Erori             |
| -------------------------------- | --------------------------------------------- | --------------------------- | --- | ----------------------------- | --------------------- | ----------------- |
| MS-I-s-A-15375 (RAN: 116607.01)  | Fortificație medievală timpurie de la Eremitu | sat Eremitu; comuna Eremitu | „Cetatea Vital” (Vityalvàra), pe culmea Becheci, la 1,2 km V-NV de dealul Tompa, deasupra confluenței pârâurilor Valea Frunților (Várpatok) și Valea Fânețelor (Vityal-patak) 46.7°N 24.95833°E | sec. XII                      | Încarcă foto \| video | Raportează eroare |
| MS-I-s-B-15376 (RAN: 116607.02)  | Burgus de la Eremitu                          | sat Eremitu; comuna Eremitu | „Cetatea Mare” și „Cetatea Mică”, culmea Tâmpa (Tompa) 46.825°N 24.78333°E | Epoca romană                  | Încarcă foto \| video | Raportează eroare |
| MS-II-a-A-15665                  | Ansamblul bisericii reformate                 | sat Ercea; comuna Băla      | 90 | sec. XV - XVIII               | Alte imagini          | Raportează eroare |
| MS-II-m-A-15665.01               | Biserica reformată                            | sat Ercea; comuna Băla      | 90 | sec. XV - XVIII               |                       | Raportează eroare |
| MS-II-m-A-15665.02               | Turn-clopotniță din lemn                      | sat Ercea; comuna Băla      | 90 | sec. XVIII                    |                       | Raportează eroare |
| MS-II-m-A-15666 (RAN: 118156.01) | Biserica reformată                            | sat Eremieni; comuna Bereni | 141 A | sec. XV, transf. sec. XVI-XIX | Alte imagini          | Raportează eroare |
| MS-II-m-B-15669                  | Ruine castel                                  | sat Eremitu; comuna Eremitu | |                               | Încarcă foto \| video | Raportează eroare |
| MS-II-m-A-15668 (RAN: 116607.04) | Biserica romano-catolică                      | sat Eremitu; comuna Eremitu | 299 | sec. XV                       | Alte imagini          | Raportează eroare |